# ماركوس أنطونيو سيرانو رودريغيز
ماركوس أنطونيو سيرانو رودريغيز (بالإسبانية: Marcos Serrano)‏ (من مواليد 8 سبتمبر 1972 في ريدونديلا ، مقاطعة بونتيفيدرا ) هو متسابق محترف من غاليسيا ، إسبانيا . بعد أن تحول إلى الاحتراف في عام 1993 ، انضم إلى فريق Kelme ، ثم في عام 1999 ، الذي ترعاه شركة يناصيب. وظل جزءًا من نفس الفريق عندما تم نقل الرعاية والاسم في عام 2004 إلى Liberty Seguros-Würth وفي عام 2006 ، بصفته فريق Astana-Würth .
كان أهم إنجاز له هو الفوز في ميلانو-تورينو في عام 2004. وفاز في المرحلة الثامنة عشرة من سباق فرنسا للدراجات 2005 وفي المرحلة الخامسة من سباق غاليسيا لعام 1999. وكان أفضل تصنيف عام له في سباق فرنسا للدراجات هو المركز التاسع في عام 2001.
كان اسمه على قائمة اختبارات المنشطات التي نشرها مجلس الشيوخ الفرنسي في 24 يوليو 2013 والتي تم جمعها خلال عام 1998 تور دو فرانس ووجدت إيجابية ل إريثروبويتين عند إعادة اختباره في عام 2004. 

## روابط خارجية
- ماركوس أنطونيو سيرانو رودريغيز على موقع الاتحاد الدولي للدراجات (الإنجليزية)
- ماركوس أنطونيو سيرانو رودريغيز على موقع أرشيف الدراجات (الإنجليزية)
- ماركوس أنطونيو سيرانو رودريغيز على موقع إحصائيات الدراجات الإحترافية (الإنجليزية)
- ماركوس أنطونيو سيرانو رودريغيز على موقع نسبة الدراجات (الإنجليزية)
- ماركوس أنطونيو سيرانو رودريغيز على موقع CycleBase (الإنجليزية)
- Palmarès في فخ - فريس